# Vilanant
Vilanant è un comune spagnolo di 317 abitanti situato nella comunità autonoma della Catalogna.